# Zöld József
Zöld József (Debrecen, 1886. 03. 19. – ?) debreceni hivatalnok, polgármester helyettes az 1910-1940-es évekig, haláláig elkötelezett lokál patriótája a cívis városnak.
1944-ben ,,a debreceni gettó kijelölése ellen a helybeli polgármester, Kölcsey Sándor és Zöld József ügyész erélyesen tiltakozott. Mindketten állásukról való lemondásra kenyszerültek."

## Ifjúsága
Jómódú debreceni polgárcsaládban született. Apja Zöld Mihály Debrecen város jegyzője, édesanyja Zöld Emma volt. Középiskoláit a Debreceni Református Kollégiumban elvégezve, a jogi tanulmányokat folytatott, majd különböző tisztségeket töltött be Debrecen város polgármesteri hivatalában.

## Hivatalnoki karrierje
- 1909 – közigazgatási gyakornok
- 1910 – díjas közigazgatási gyakornok
- 1910 – tiszteletbeli aljegyző
- 1912 – III.osztályú aljegyző
- 1915 – II.osztályú aljegyző
- 1919 – tanácsnok
- 1929 – főjegyző
- 1930 – tiszteletbeli helyettes polgármester
- 1935 – helyettes polgármester;
- 1944. május végén – ,, a debreceni gettó kijelölése ellen a helybeli polgármester, Kölcsey Sándor és Zöld József ügyész erélyesen tiltakozott. Mindketten állásukról való lemondásra kényszerültek." [2]
- Egyik fővédnöke volt az 1933-as cserkész jemboree-nak.[3]
- Aktív szerepe volt a Déri Múzeum megépítésében.

## Családi állapot
Nős, felesége Dunay Ilona, gyermektelen.

## Egyéb tevékenysége, hagyatéka
Különleges fotóival többször díjakat nyert. Olaszországi és egyéb utazásain készült fotói , illetve Debrecen egy különleges légifelvétele is ismert a nagy közönség előtt. Fotóiból a Déri múzeumban is található egy külön sarok.
A szintén amatőr fényképész Vásáry István polgármesterrel együtt országos vándordíjat alapított a legjobb fotósok számára.
Mindemellett műgyűjtőként is különleges hagyatékot hagyott hátra. Széles baráti körrel rendelkező emberként ápolt szoros barátságot többek között Déri Frigyessel, a Déri múzeum névadójával, Boromisza Tibor festővel, Ady Endre költővel.